# Clemente Maraini
Clemente Maraini (Lugano, 19 dicembre 1838 – Roma, 31 marzo 1905) è stato un ingegnere svizzero-italiano.

## Biografia
Figlio di Antonio e di Maria Leoni, cugino di Emilio, a 19 anni lascia la città natale per trasferirsi a Roma dove si laurea in ingegneria. Lavorò  in Turchia ed alla costruzione del Canale di Suez. Nel 1862 sposò la scultrice Adelaide Pandiani Maraini. Tra il 1867 ed il 1879 diresse "Il Diritto" un giornale romano dell'epoca, successivamente si trasferì a Milano.
Nel 1873 fu cofondatore a Lugano della Banca della Svizzera italiana e nel 1885 della Banca popolare ticinese. Entrò inoltre a far parte dei consigli d'amministrazione della società che gestisce la Ferrovia del Gottardo e della Società Italiana per le Strade Ferrate del Mediterraneo.